# Befehl aus dem Dunkel
Befehl aus dem Dunkel (jap. 怪獣大戦争, Kaijū daisensō, wörtlich „Großer Monsterkrieg“) ist ein japanischer Film des Regisseurs Ishirō Honda. Es handelt sich um den sechsten Teil der Godzilla-Reihe des Tōhō-Studios und den ersten Film der Reihe, in dem von Anfang an ein Amerikaner (Nick Adams) mitspielt.

## Handlung
In nicht allzu ferner Zukunft entdecken Wissenschaftler einen neuen Kleinplaneten hinter dem Saturn, den sie Alpha 707 (in anderen Versionen sowie im japanischen Original Planet X) nennen. Den Wissenschaftlern nach durchquert er alle 17.000 Jahre für kurze Zeit das Sonnensystem. Interessant wurde Alpha 707, als man auf der Erde Radiowellen von diesem empfing und man deswegen zwei Astronauten auf die tagelange Reise zum Kleinplaneten in deren Raumschiff P-1 entsandte, den Japaner Kazuo Fuji und den US-Amerikaner Glenn Amer. 
Nachdem die beiden Astronauten auf der Oberfläche landen, finden sie eine trostlose Felsenlandschaft vor und es scheint, dass es aus heiterem Himmel blitzt. Nachdem Fuji loszog, um den Planeten zu erkunden, verliert er den Funkkontakt zu Glenn. Als er zur Landestelle zurückkehrt, muss er erschreckt feststellen, dass sowohl Glenn als auch die P-1 verschwunden sind. Kurz darauf erhebt sich eine Lichtsäule aus dem Boden und eine Stimme lädt den verdutzten Astronauten in ihre Basis ein, was Fuji nach einer kurzen Unterredung akzeptiert. In der Basis wird er in die Hauptzentrale gelotst, wo sich auch Glenn befindet. Kurz darauf erscheinen die Bewohner des Planeten darunter der Anführer, der aufgrund seines überlegenen Wissens nur Nummer Eins genannt wird. Die Alphas, die auch die P-1 in einem unterirdischen Bunker gesichert haben, leben unter der Oberfläche des Planeten, weil sie von einem Riesenmonster heimgesucht werden, Ghidorah. Der dreiköpfige Drache greift daraufhin die Alphas erneut an und beschädigt sämtliche Wohnsektoren sowie eine Wasserstoffoxid-Anlage. Nach dem Angriff und der Beseitigung der Schäden kommt Nummer Eins zum eigentlich Grund des Gesprächs: die Alphas waren vor 17.000 Jahren auf der Erde und stießen dabei auf die Riesenmonster Godzilla und Rodan. Diese möchten sich die Alphas von der Erde holen, um Ghidorah zu bekämpfen. Mit der Bitte, den Regierungen der Erde darüber zu berichten und die Aushändigung der Monster zu ermöglichen, werden Glenn und Fuji nach Hause geschickt. Als sie weg sind, offenbart sich, ohne deren Wissens, dass die Alphas etwas anderes im Sinn haben. Auf der Erde ist die Mission und ihre Entdeckung eine gigantische Sensation.
Auf der Erde wird Fuji von privaten Dingen eingeholt. Seine Schwester Haruno ist verliebt in den Erfinder Tetsuo Teri, der gerade an ein Unternehmen eines seiner Erfindungen verkauft hat, eine Krawalldose zur Diebstahlsicherung, die ein lautes unangenehmes Geräusch abgibt und damit den Dieb vertreiben soll. Fuji ist als Traditionalist bestrebt, seine Schwester an einen Mann zu übergeben, der ihr etwas bieten kann, was er bei Tetsuo nicht sieht und ist daher nicht bereit, einer Verlobung zuzustimmen. Dass das Unternehmen seine Erfindung bisher nicht ausgezahlt hat, bestätigt ihn nur in seiner Vermutung trotz guten Zuspruchs des Frauenhelden Glenn. Dieser ist derweil mit der Japanerin Yumi Namikawa liiert, die ihn vor einem Restaurant in ihrem Auto abholt. Dies lässt Zweifel bei Tetsuo aufkommen, denn Namikawa war die Vertreterin des Unternehmens, die den Kaufvertrag mit ihm abgeschlossen hat. Als er kurz vor dem Treffen mit Glenn und Fuji sie in dem Unternehmen aufsuchen wollte, wurde ihr gesagt, sie sei für einige Tage verreist, was sich als Lüge herausstellte. Daher beschließt Tetsuo sie zu verfolgen und sie zur Rede zu stellen.
Währenddessen sucht die japanische Armee nach Godzilla und Rodan. Laut den Alphas liegt Godzilla in einem See, was die Messung von radioaktiver Strahlung auf dem Grund belegt. Die Regierung gestattet den Alphas auf die Erde zu kommen. Während einer Besprechung wird Fuji von Glenn herausgeholt und beide fahren an diesen See, wodrauf sich eine Insel mit einer Villa befindet. In dieser Villa hat Glenn eine Nacht mit Namikawa verbracht, was er Fuji mit dem Zusatz berichtet, dass er während des Aufenthalts die Alphas, darunter auch die Nummer Eins, in dem Haus sah. Sowohl Glenn als auch Fuji beginnen zu zweifeln und entscheiden sich aber zur Villa zu fahren und sich dort umzuschauen. Weit kommen sie nicht, da das Gebiet um den See von der Armee abgesperrt wird. Inmitten des Sees sprudelt das Wasser und drei UFOs der Alphas tauchen auf. Die Alphas waren also die ganze Zeit auf der Erde. Nummer Eins trifft sich daher mit einer irdischen Delegation und bekräftigt seinen Wunsch einer Kooperation mit den Menschen. Doch diese sind ungehalten darüber, dass man zur Erde gekommen ist, ohne die Antwort abzuwarten. Der Anführer der Alphas bedauert dies und entschuldigt sich mit der Begründung, dass die kosmischen Voraussetzungen ideal seien, um Godzilla und Rodan vorzeitig zu holen. Als Gegenleistung bietet Nummer Eins eine Lösung für die wissenschaftlichen Probleme der Menschen (im japanischen Original ist von einem Heilmittel gegen Krebs die Rede). Zudem lädt er Fuji, Glenn und deren Chef Dr. Sakurai zu einem Besuch auf Alpha 707 ein. Die Alphas zeigen daraufhin ihre technische Überlegenheit, in dem sie Godzilla aus dem See sowie Rodan aus einem nahegelegenen Bergmassiv mithilfe der Aufhebung der Gravitation holen.
Glenn, Fuji und Dr. Sakurai werden daraufhin in einem der UFOs zu Alpha 707 geflogen, gefolgt von den beiden anderen UFOs, die die Monster transportieren. Ghidorah greift die Alphas kurz nach der Landung an und so befreien sie die beiden Monster, die sich direkt in den Kampf mit dem dreiköpfigen Drachen stürzen und ihn vertreiben können. Nummer Eins ist hochzufrieden, bemerkt aber, dass Glenn und Fuji sich unerlaubt aus der Zentrale entfernt haben, um sich umzuschauen. Als die beiden Astronauten bemerken, dass sie aufgeflogen sind, versuchen sie zu fliehen und kommen in einen Raum, der aus Gold besteht. Plötzlich erscheint Yuki Namikawa, was Glenn wütend macht, da er denkt, auf sie reingefallen zu sein, als weitere Frauen, die wie sie aussehen auftauchen. Daraufhin werden sie gefangen genommen und müssen sich vor Nummer Eins verantworten, der jedoch als gute Geste die beiden freispricht. Mit einem Tonband werden Glenn, Fuji und Dr. Sakurai in einer Kopie der P-1 nach Hause geschickt. Auf der Erde wird das Tonband abgespielt, welches anstatt der erhofften Lösung eine Forderung von Nummer Eins enthält. Die Menschheit solle bis Mittag des folgenden Tages kapitulieren und sich daraufhin in wasserarme Gebiete zurückziehen. Die Veröffentlichung des Tonbands hat zur Folge, dass die Menschen wütend auf die Drohung reagieren und es zu bürgerkriegsähnlichen Unruhen kommt, denen besonders die Politiker und Wissenschaftlern gelten.
Am nächsten Tag besucht Glenn das Unternehmen, in dem Yuki Namikawa arbeitet und kann sie dort auch finden. Sie schwört, dass sie entgegen ihrer eigentlichen Bestimmung Glenn wirklich geliebt hat und möchte mit ihm fliehen. Doch er verweigert dies und entscheidet sich für den Kampf. Als einige der auf der Erde stationierten Alphas, angeführt von Nummer 17, dazustoßen, nehmen sie Glenn gefangen. Namikawa, die das nicht mitansehen kann, schließt ihn in die Arme und versteckt in seiner Manteltasche eine Nachricht. Die Alphas töten daraufhin Namikawa und sperren Glenn in die gleiche Zelle wie Tetsuo, der bei der Verfolgung von Namikawa die Villa aufsuchte und dort ebenfalls in Gefangenschaft geriet. Die Regierung sind sich uneins über das Ultimatum und so kommt es, dass es ergebnislos ausläuft und die Alphas sich auf die Vernichtung der Menschheit einstellen. Nicht nur, dass sie Godzilla, Rodan und Ghidorah unter Kontrolle haben, die mächtigen Radiowellen werden ebenso ihr Werk tun. Die Alphas werden ihren Angriff in 12 Stunden beginnen. Die Erwähnung der Radiowellen erinnert Dr. Sakurai an abgebrochene Experimente mit diesen. Damit sieht er eine Chance, die Radiowellen zu stören und er macht sich mit Fuji daran, eine Waffe dagegen zu erschaffen.
In ihrem schalldichten Gefängnis entdeckt Tetsuro die Nachricht Namikawas an Glenn. Diese besagt, dass Glenn ihn aufsuche solle, da er mit der Krawalldose eine Erfindung gemacht hat, die die Alphas ihrer Kontrolle beraubt. Tetsuo hat den Prototyp dabei und aktiviert ihn, was die Alphas tatsächlich in einen Zustand versetzt, der sie unter großen Schmerzen lähmt. Dadurch gelangt Glenn an den Zellenschlüssel und beide können sich befreien. In weiser Voraussicht lassen sie das Boot, mit dem Tetsuo auf die Insel gekommen ist, unbemannt losfahren, damit eines der Alpha-UFOs dieses zerstören kann und sie beide für tot hält. Bei der Rückkehr ins Institut erzählt Glenn von der Erfindung und plant, das Geräusch von allen Rundfunkanstalten senden zu lassen, um so die Invasion zu stoppen, was Fuji unterstützt. Doch die Experimente und die Aufnahme beeinträchtigen bereits die Funktion der Radiowellen, was Nummer Eins dazu veranlasst, die Erde vor Ablauf des Ultimatums anzugreifen.
Somit hetzen die Alphas Godzilla und Rodan sowie Ghidorah auf die Menschen und richten starke Zerstörungen an. Der Einsatz von konventionellen Waffen ist bei beiden wirkungslos. Fuji schickt die ersten Einheiten voraus, die die Radiowellen stören sollen, doch die Alphas können diese zerstören. Er richtet sich verzweifelt an Glenn und Tetsuo, die die Aufnahmen beenden und ausstrahlen können. Das richtet bei den Alphas eine starke Beeinträchtigung ihrer Funktion aus und gibt Fuji so die Möglichkeit, seine Störgeräte einzusetzen, während Panzer die Villa zerstören, in der die Alphas untergekommen sind. Der Einsatz zeigt großen Erfolg, die Alphas sind nicht mehr in der Lage, die Ungeheuer zu kontrollieren und ihre Radiowellen auszusenden. Die Ungeheuer werden bewusstlos und Nummer Eins versucht zu spät zum Rückzug zu blasen, seine UFOs werden alle zerstört, die Invasion ist gestoppt.
Doch dadurch erwachen die Monster, die sich gegenseitig angreifen. Der Kampf dauert aber nicht lang, da Rodan Godzilla in Ghidorah schleudert, so dass alle drei Monster ins Meer stürzen und dort leblos versinken. Die Menschen feiern ihren Sieg und Fuji erklärt sich einverstanden mit der Verlobung seiner Schwester mit Tetsuo. Er will mit Glenn in den Urlaub, doch Dr. Sakurai beordert die beiden noch einmal auf Alpha 707, was beiden missfällt.

## Trivia
Die Idee, dass die Außerirdischen durch bestimmte Töne besiegt werden, wurde 1996 von Tim Burton in Mars Attacks aufgenommen.
Nick Adams (Astronaut Glenn Amer) und Kumi Mizuno (Miss Namikawa) spielten das Liebespaar nicht nur auf der Leinwand, sie waren auch im wahren Leben liiert.
In der deutschen Fassung wurden zahlreiche Dialoge und Monsterszenen entfernt, u. a. auch die berühmte Szene, in der Godzilla einen lächerlich wirkenden Freudentanz auf Planet X aufführte.

## Rezeption
Die Produktionskosten lagen bei den Film um die 3,4 Millionen US-Dollar das Einspielergebnis lag bei ca. 5,13 Millionen US-Dollar.

Der Film bekam eine Bewertung von den Kritikern auf der Webseite Rotten Tomatoes, zu 60 Prozent positiv.

„Science-Fiction-Film mit vielen technischen Finessen und einem Mischmasch an Handlungselementen. (Fernsehtitel: ‚Godzilla versus Monster Zero‘)“

„Außer gewaltiger pyrotechnischer Zauberei bietet der Streifen nichts, gar nichts, was nicht schon auf irgendeine Art im Kino […] zu sehen war. […] Kapitaler Unfug.“

## Uraufführungen
- Japan: 19. Dezember 1965
- Deutschland: 17. Februar 1967
- USA: 29. Juli 1970[6]